# Medalla Karl Schwarzschild
La Medalla Karl Schwarzschild, anomenada en honor de l'astrofísic alemany Karl Schwarzschild, és un guardó atorgat per la Societat Astronòmica d'Alemanya a eminents astrònoms i astrofísics.

## Llista de guardonats
| Any  | Nom                        |
| ---- | -------------------------- |
| 2019 | Ewine van Dishoeck         |
| 2018 | Andrzej Udalski            |
| 2017 | Richard Wielebinski        |
| 2016 | Robert Williams            |
| 2015 | Immo Appenzeller           |
| 2014 | Margaret J. Geller         |
| 2013 | Karl-Heinz Rädler          |
| 2012 | Sandra M. Faber            |
| 2011 | Reinhard Genzel            |
| 2010 | Michel Mayor               |
| 2009 | Rolf-Peter Kudritzki       |
| 2008 | Rashid Sunyaev             |
| 2007 | Rudolf Kippenhahn          |
| 2005 | Gustav Andreas Tammann     |
| 2004 | Riccardo Giacconi          |
| 2003 | Erika Böhm-Vitense         |
| 2002 | Charles Hard Townes        |
| 2001 | Keiichi Kodaira            |
| 2000 | Roger Penrose              |
| 1999 | Jeremiah Ostriker          |
| 1998 | Peter Strittmatter         |
| 1997 | Joseph Taylor              |
| 1996 | Kip Thorne                 |
| 1995 | Hendrik van de Hulst       |
| 1994 | Joachim Trümper            |
| 1993 | Raymond Wilson             |
| 1992 | Fred Hoyle                 |
| 1990 | Eugene Parker              |
| 1989 | Martin Rees                |
| 1987 | Lodewijk Woltjer           |
| 1986 | Subrahmanyan Chandrasekhar |
| 1985 | Edwin Salpeter             |
| 1984 | Daniel Popper              |
| 1983 | Donald Lynden-Bell         |
| 1982 | Jean Delhaye               |
| 1981 | Bohdan Paczynski           |
| 1980 | Ludwig Biermann            |
| 1978 | George Field               |
| 1977 | Wilhelm Becker             |
| 1975 | Lyman Spitzer              |
| 1974 | Cornelis de Jager          |
| 1972 | Jan Oort                   |
| 1971 | Antony Hewish              |
| 1969 | Bengt Strömgren            |
| 1968 | Maarten Schmidt            |
| 1963 | Charles Fehrenbach         |
| 1959 | Martin Schwarzschild       |